# 賀茂建角身命
賀茂建角身命（日语：カモタケツヌミノミコト）為日本神話之神祇。

## 概要
《古語拾遺》提到賀茂建角身命為山城賀茂氏的先祖，也是今賀茂御祖神社（俗稱下鴨神社）的主祭神。
《新撰姓氏錄》記載賀茂建角身命為神魂命之孫，神武東征之際受到高木神及天照大神的指示，化身成八咫烏降臨日向的曾峰，引領神武天皇前往大和葛木山。
現已佚散不傳的《山城國風土記》則提及賀茂建角身命自大和葛木山移往山代岡田的賀茂，即葛野河（今高野川）和賀茂河（今鴨川）的匯流之處定居，也就是下鴨神社的所在地。賀茂建角身命膝下育有建玉依比古命及建玉依比賣命，前者為賀茂縣主，後者則拾回火雷神化身的紅矢，生下賀茂別雷命（上鴨神社主祭神）。

## 信仰
祭祀賀茂建角身命的神社除了日本全國各地的加茂神社（或稱賀茂神社、鴨神社等），另外主要有：
- 賀茂御祖神社（京都市左京區）
- 八咫烏神社（日语：八咫烏神社）（奈良縣宇陀市榛原區）

## 內部連結
- 賀茂御祖神社
- 八咫烏
- 賀茂別雷命
- 玉依媛

## 外部連結
- （日語）上賀茂神社（賀茂別雷神社：かもわけいかづちじんじゃ） （页面存档备份，存于）